# San Pedro Coyutla
San Pedro Coyutla är en ort i Mexiko.   Den ligger i kommunen Chalma och delstaten Veracruz, i den sydöstra delen av landet, 210 km norr om huvudstaden Mexico City. San Pedro Coyutla ligger 182 meter över havet och antalet invånare är 1 123.
Terrängen runt San Pedro Coyutla är kuperad åt sydväst, men åt nordost är den platt. Runt San Pedro Coyutla är det ganska tätbefolkat, med 248 invånare per kvadratkilometer. Närmaste större samhälle är Huejutla de Reyes, 9,4 km söder om San Pedro Coyutla. Omgivningarna runt San Pedro Coyutla är en mosaik av jordbruksmark och naturlig växtlighet.